# جي بي 2
سلسلة جي بي 2 (بالإنجليزية: GP2 Series)‏ كانت أحدى فئات سباقات السيارات ذات المقعد الأحادي. بدأ تنظيمها في عام 2005 بعد توقف سلسلة فورمولا 3000 الداعمة منذ زمن طويل لفئة الفورمولا واحد. وفق تصور ودعم من بيرني إكليستون وفلافيو برياتور.
صممت هذه الفئة لتجعل التسابق في متناول جميع الفرق وميدان مثالي لتدريب السائقين للفورمولا واحد، ألزمت قوانين فئة جي بي 2 جميع الفرق بهياكل ومحركات وإطارات موحدة بحيث يعكس ذلك قدرات السائق الحقيقية. وتقام جميع المنافسات ما عدا ثلاث سباقات منها كسباقات داعمة خلال سباقات الجائزة الكبرى للفورمولا واحد. لإعطاء السائقين خبرة على بيئة سباق الجائزة الكبرى، والاستفادة من البنية التحتية (منظمي السباق، والمرافق الطبية وغيرها) خلال حدث الفورمولا واحد. أقيم سباق جي بي 2 العالمية على حلبة البحرين الدولية في عام 2007، وعام 2005، وعادت مرة أخرى في عام 2012. وما عدا ذلك أقيمت جميع الجولات الأخرى للسلسة العالمية على حلبات أوروبية. وتنظم عدد من السباقات ضمن هذه الفئة على الحلبات الآسيوية (السلسلة الآسيوية).

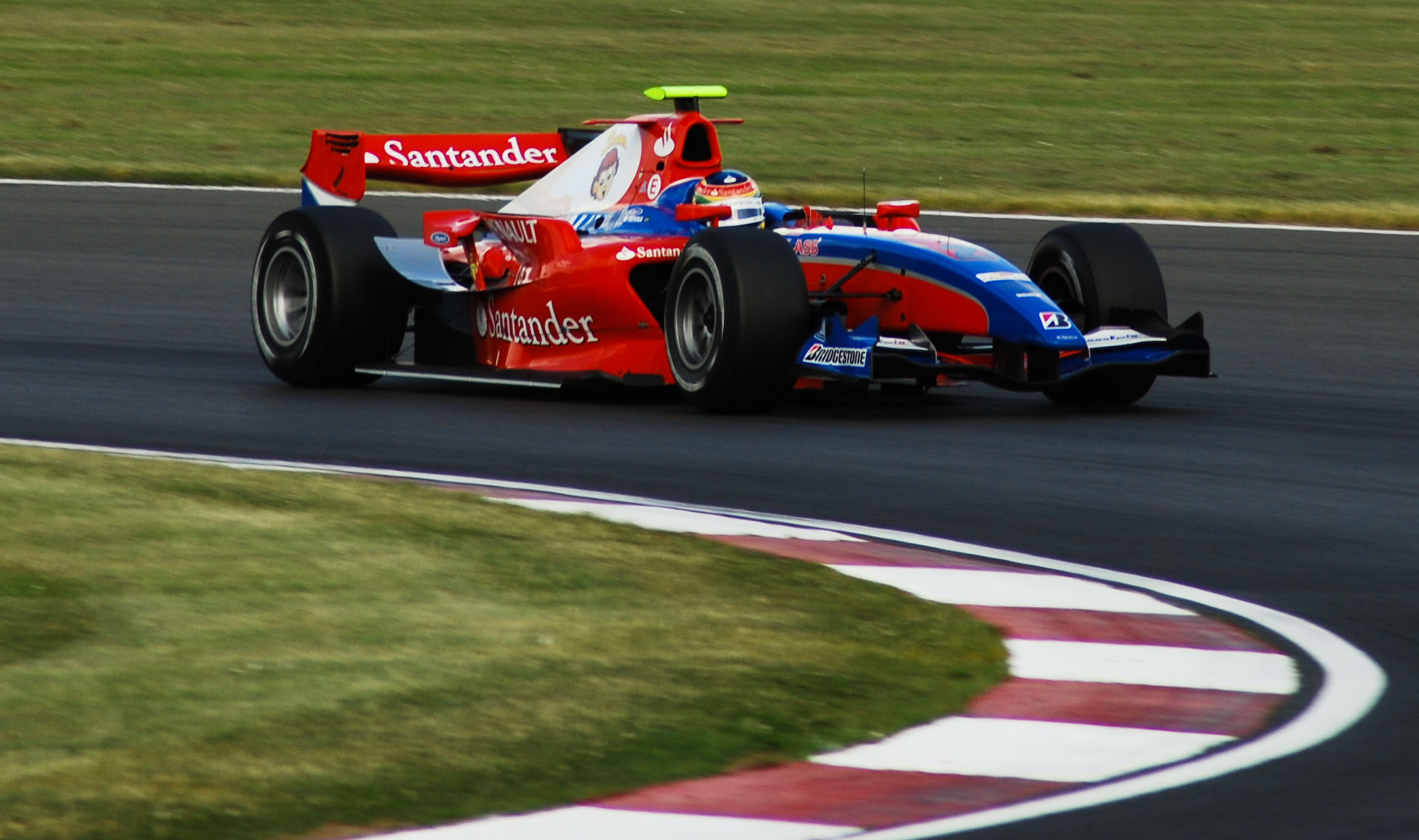
سيارة سباق من فئة جي بي 2

استعان العديد من السائقين بسلسلة جي بي 2 كنقطة انطلاق إلى الفورمولا واحد. ومنهم لويس هاميلتون الفائز بالبطولة لموسم 2006 ونيكو روسبيرغ والسائق تيمو غلوك الذي إنضم إلى فريق تويوتا لموسم 2008. وانتقل بطل موسم 2009 نيكو هولكينبيرغ ليصبح سائق لفريق ويليامز في موسم 2010. والعديد من السائقين المميزين في السلسلة جرى استقطابهم لفرق الفورمولا واحد.
خلال عام 2011 أعلن أنه في عام 2012 سيتم دمج سباقات سلسلة جي بي 2 العالمية مع سباقات سلسلة جي بي 2 الآسيوية.